# كاثي أهيرن
كاثي أهيرن (بالإنجليزية: Kathy Ahern)‏ هي لاعبة غولف أمريكية، ولدت في 7 مايو 1949 في بيتسبرغ في الولايات المتحدة، وتوفيت في 6 يونيو 1996 في فاونتن هيلز في الولايات المتحدة بسبب سرطان الثدي.